# کتج
شهدا
آرامگاه شهید ولی احمدی در این روستا قرار دارد.
مردم شناسی

مردم این منطقه از قوم لر و طایفه شجاع و باغیرت باملکی هستند.
کتج، روستایی از توابع دهستان عالی طیب شهرستان لنده  در استان کهگیلویه و بویراحمد ایران است.

## جمعیت
این روستا در دهستان عالی طیب قرار دارد و براساس سرشماری مرکز آمار ایران در سال ۱۳۸۵، جمعیت آن ۱۶۳ نفر (۳۲خانوار) بوده‌است.